# Маринівка (пункт контролю)
47°54′17″ пн. ш. 38°50′28″ сх. д. / 47.90472° пн. ш. 38.84111° сх. д.
Мари́нівка — колишній пункт пропуску через державний кордон України на кордоні з Росією поблизу села Маринівки.

## Загальні відомості
Розташований у Донецькій області, Шахтарський район неподалік від однойменного села на автошляху місцевого значення. З російського боку розташований пункт пропуску «Куйбишево», Куйбишевський район, Ростовська область.
Вид пункту пропуску — автомобільний. Статус пункту пропуску — міжнародний.
Характер перевезень — пасажирський, вантажний.
Окрім радіологічного, митного та прикордонного контролю, пункт пропуску «Маринівка» може здійснювати фітосанітарний, ветеринарний, та екологічний контроль.
Пункт пропуску «Маринівка» входить до складу митного посту «Амвросіївка» Східної митниці. Код пункту пропуску — 70007 04 00 (11).

## Війна на сході України
У ході літніх боїв 2014 року пункт пропуску став місцем бойових дій за контроль над ним. 14 серпня 2014 року пункт пропуску перейшов під контроль проросійських формувань.

## Закриття пункту пропуску
5 червня 2014 року Кабінет Міністрів України із міркувань громадської безпеки та з метою запобігання виникненню загрози життю та здоров'ю населення внаслідок небезпечних подій, які відбуваються на окремих територіях, ухвалив рішення про припинення руху через цей пункт пропуску (а також через сім інших пунктів на російсько-українському кордоні).